# Jesús Bernal Valls
Jesús Bernal Valls, (Salamanca 1935-Oviedo, 28 de abril de 2025) fue un fiscal español. Fiscal jefe de sala del Tribunal Supremo y del Tribunal Superior de Justicia del Principado de Asturias (TSJA); y profesor de la Universidad de Oviedo.

## Biografía
Su padre, Jesús Bernal Hernández era telegrafista en Oviedo, donde había sacado plaza, y donde estudió Derecho. En cuanto pudo, regresó a Salamanca, y se casó con Mercedes Valls. En la capital charra nacieron Jesús (1935) y Gabriel (1937). Cuando Jesús contaba doce años comenzó a trabajar en la gestoría de su abuelo, Manuel Valls, que contaba además, con la representación de aceites para automóviles y maquinaria pesada de Campsa y Esso. Su abuelo, que había sido ferroviario y secretario del Partido Socialista en Salamanca, fue encarcelado durante unos meses y represaliado, al concluir la Guerra civil. Cuanto contaba con catorce años, falleció su abuelo, y dos años después su padre a causa de un cáncer de pulmón.
Aunque pudo ser futbolista, —la U.D. Salamanca estuvo a punto de ficharle cuando se encontraba en la Tercera División—, finalmente, siguiendo el consejo de su madre, estudió Derecho en la Universidad de Salamanca (1952). Entre sus profesores se encontraban: Enrique Tierno Galván (Derecho Político), Ignacio de la Concha (Historia del Derecho) y Joaquín Ruiz-Giménez (Filosofía del Derecho). Finalizados sus estudios teóricos universitarios, se trasladó a Madrid, donde completó su formación práctica. Aprobó dos oposiciones: una plaza de secretario judicial, y otra de fiscal. Pero finalmente se decantó por esta última.
Tras nueve años de novios, Jesús se casó con Teresa del Castillo, a quien había conocido cuando él tenía dieciséis años. El matrimonio, que permaneció unido durante setenta años, tuvo cinco hijos. Teresa, que fue su apoyo constante a lo largo de su vida profesional, social y la columna esencial de la vida familiar, falleció en enero de 2024.
En 1962, Jesús Bernal llegó a Asturias para trabajar como abogado fiscal de la Audiencia Territorial. Después fue teniente fiscal del TSJA, bajo las órdenes del fiscal jefe Rafael Valero Oltra. Compatibilizó su carrera judicial en los juzgados con la docente como profesor de Derecho Penal en la Universidad de Oviedo.
En 1999 se trasladó a Madrid para ser fiscal de Sala en el Tribunal Supremo; y en 2004 ascendió a fiscal jefe de Sala. Tras su jubilación, regresó a Asturias, donde residen la mayor parte de sus hijos: Jesús, profesor de Derecho Penal en la Universidad de Oviedo; Gabriel, Teniente Fiscal de Asturias; Ángel, abogado; María Teresa, médico hematóloga en el HUCA, y Mercedes, pedagoga en Madrid. Como buen aficionado a la historia y la literatura, pasó sus años de jubilación leyendo ensayos, novelas y poesía, en su casa de Oviedo.
Bernal Valls fue cofundador de Justicia Democrática y miembro de la Academia Asturiana de Jurisprudencia.
Falleció en Oviedo, el 28 de abril de 2025, como consecuencia de un cáncer, que le había sido detectado recientemente.